# Alexandria
För andra betydelser, se Alexandria (olika betydelser).
Alexandria (arabiska: الأسكندرية, al-Iskandariyya; grekiska: Αλεξάνδρεια, Alexándria) är med sina fem miljoner invånare Egyptens näst största stad  och en viktig hamnstad och industristad men även en betydande turiststad och badort.
Alexandria är beläget i landets norra del vid Nilens utlopp i Medelhavet. Staden var Egyptens huvudstad under nästan 1000 år och platsen för Fyrtornet på Faros, ett av den gamla Världens sju underverk, och Museion med Biblioteket i Alexandria, den antika världens största bibliotek.
Alexandria är landets största hamn där cirka 80 % av Egyptens import och export omsätts.

## Geografi

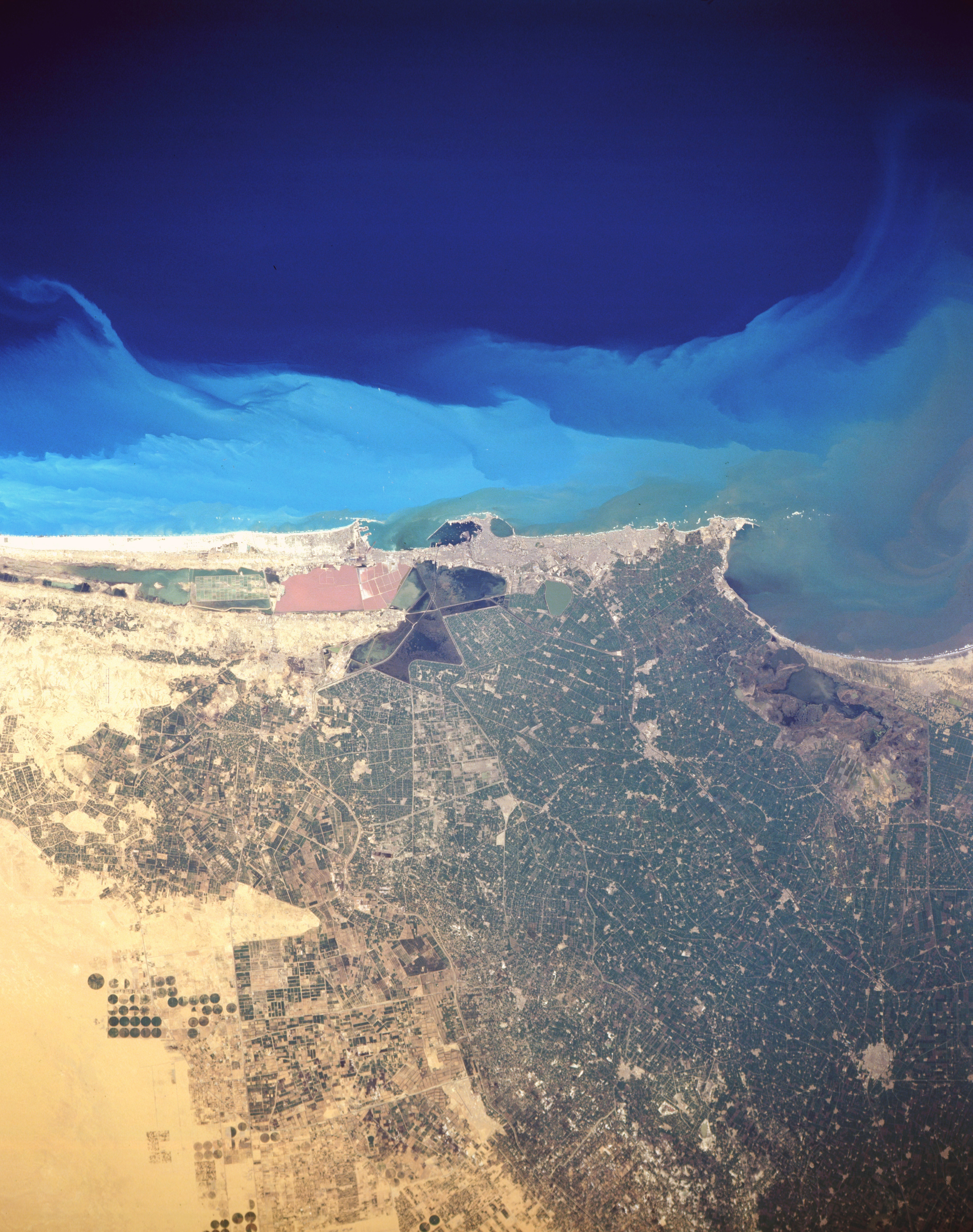
Satellitbild över Alexandria

Alexandria ligger i Nedre Egypten vid Nilens västra arm i den nordvästra delen av Nildeltat på ett näs mellan Medelhavet och bräckvattensjön Marioutsjön och ligger cirka 220 km nordväst om huvudstaden Kairo.
Staden sträcker sig cirka 20 km  längs kusten och har en area om cirka 300 km². Staden är huvudort i det cirka 2 679 km²  stora guvernementet Alexandria. Guvernementet är indelat i 18 kism (distrikt) där 6 distrikt ligger inom stadsområdet.
Dessa 6 distrikt är:
- Al Montazah
- Östra Alexandria
- Centrala Alexandria
- Amreya
- Västra Alexandria
- El Gumrok

Cirka 7 km sydöst om staden ligger flygplatsen El Nuzha Airport (Alexandria International Airport, flygplatskod "ALY") med kapacitet för internationellt flyg.

### Klimat
Alexandria har ett subtropiskt stäppklimat, där den ihållande nordliga vinden från Medelhavet ger staden ett annat klimat än kringliggande ökenlandskap. Stadens klimat är typiskt för Medelhavet med milda, omväxlande regniga vintrar samt heta somrar. Januari och februari är de kallaste månaderna med vanliga dagstemperaturer på 17 till 21 °C och svala nätter som kan kännas kyliga. Juli och augusti är de varmaste månaderna med vanliga dagstemperaturer på 28 till 32 °C.
Normala temperaturer och nederbörd i Alexandria:
|                                            | Jan | Feb | Mar | Apr | Maj | Jun | Jul | Aug | Sep | Okt | Nov | Dec |
| ------------------------------------------ | --- | --- | --- | --- | --- | --- | --- | --- | --- | --- | --- | --- |
| Normaldygnets maximitemperaturs medelvärde | 18  | 18  | 21  | 24  | 27  | 29  | 30  | 31  | 30  | 28  | 24  | 20  |
| Normaldygnets minimitemperaturs medelvärde | 10  | 10  | 12  | 14  | 17  | 20  | 22  | 23  | 22  | 19  | 15  | 11  |
|                                            |     |     |     |     |     |     |     |     |     |     |     |     |
| Nederbörd                                  | 51  | 39  | 11  | 3   | 2   | 0   | 0   | 0   | 1   | 7   | 29  | 51  |

| Diagram | temperaturer i °C • månadsnederbörd i mm | temperaturer i °C • månadsnederbörd i mm | temperaturer i °C • månadsnederbörd i mm | temperaturer i °C • månadsnederbörd i mm | temperaturer i °C • månadsnederbörd i mm | temperaturer i °C • månadsnederbörd i mm | temperaturer i °C • månadsnederbörd i mm | temperaturer i °C • månadsnederbörd i mm | temperaturer i °C • månadsnederbörd i mm | temperaturer i °C • månadsnederbörd i mm | temperaturer i °C • månadsnederbörd i mm | temperaturer i °C • månadsnederbörd i mm |
|         | 51 18 10                                 | 39 18 10                                 | 11 21 12                                 | 3 24 14                                  | 2 27 17                                  | 0 29 20                                  | 0 30 22                                  | 0 31 23                                  | 1 30 22                                  | 7 28 19                                  | 29 24 15                                 | 51 20 11                                 |

| Jan         | Feb         | Mar         | Apr         | Maj         | Jun         | Jul         | Aug         | Sep         | Okt         | Nov         | Dec         |
| ----------- | ----------- | ----------- | ----------- | ----------- | ----------- | ----------- | ----------- | ----------- | ----------- | ----------- | ----------- |
| 18 °C 64 °F | 17 °C 63 °F | 17 °C 63 °F | 18 °C 64 °F | 21 °C 70 °F | 24 °C 75 °F | 26 °C 79 °F | 28 °C 82 °F | 27 °C 81 °F | 25 °C 77 °F | 23 °C 73 °F | 20 °C 68 °F |

## Staden

### Historisk tid
Alexandria grundades år 332 f.Kr. av Alexander den store. Området hade en naturlig hamn som byggdes ut under denna tid och man anlade även en 7 stadier (1 247 m) lång stenkaj (Heptastadion) mot ön Faros där Sostratos från Knidos omkring 280 f.Kr. sedan byggde Fyrtornet på Faros.
Kajen delade staden i den östra delen Brucheum (Brucheion) med den Östra hamnen (Magnus portus) och Rakotə (Rhakotis) med den Västra hamnen (Eunostos) . Stadsplanen gjordes av Deinokrates och baserades på ett rätvinkligt gatusystem där staden delades i fem distrikt: (Alfa - Beta - Gamma - Delta och Epsilon).
Historiska Alexandria omgärdades av en stadsmur och genomkorsades av tre ca 30 meter breda huvudgator . Stadsporten Canopusporten låg i stadens nordöstra del.
Rakota utgjorde stadens västra del kring den tidigare byn Rhakotis och här låg akropolisen Serapeion med Pompejis pelare och ett stadion.
Brucheum utgjorde stadens mellersta och östra del och här fanns de flesta officiella byggnader som Alexanders kungapalats, Timonionpalatset, konungarnas gravplatser och Alexanders mausoleum Sema, Caesareum med Kleopatras nålar, stora torget Forum och Amfiteatern, Poseidontemplet, Saturnustemplet och Museion med biblioteket.
Utanför stadens sydvästra del fanns begravningsområdet Nekropolis.

### Modern tid
Det moderna Alexandria är uppdelat i 14 stadsdelar :
- El Gabbari
- El Anfushi
- Ras El Tin
- El Gumruk
- El Manshiya
- Shatby
- Karmus
- Ibrahimiya
- El Madra
- Sidi Gabir
- Sidi Bishr
- El Montazah
- El Maamura
- Abuqir

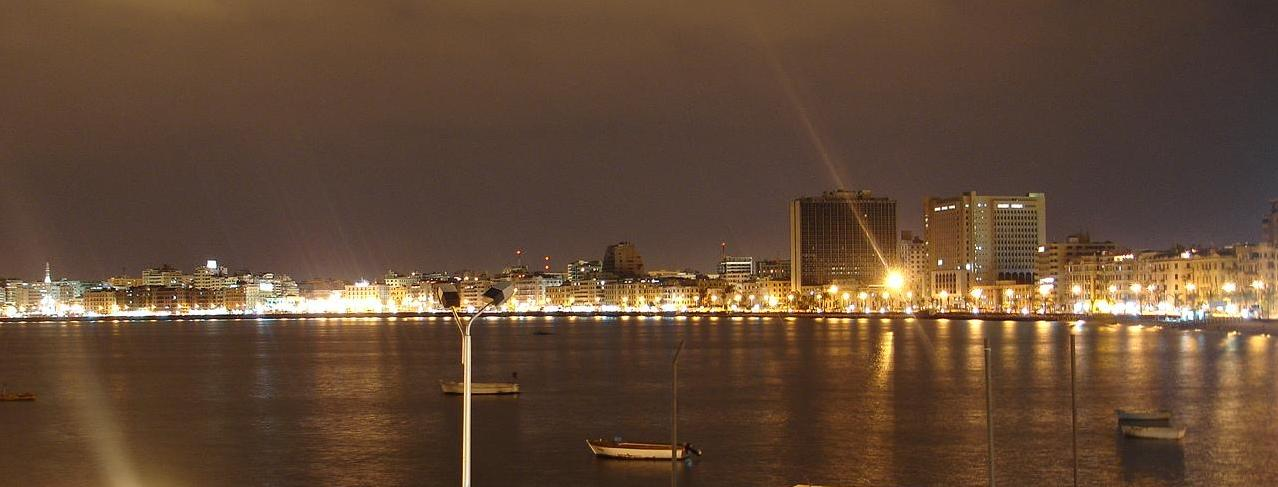
Alexandria nattetid

Centrala Alexandria utgörs av stadsdelarna :
- Ras El Tin
- El-Anfushi
- Karmus
- Moharrem
- Ibrahimiya
- Bey
- Shatby

Centrum  utgörs av området kring strandpromenaden Corniche Shari 26 juli vid Östra hamnen och områdena El-Anfushi, Kom El-Dik, Shatby och Moharrem. Staden har en rad moskéer med Abu el-abbas el-mursi-moskén byggd 1769 som den största och Terbanamoskén som den äldsta, men även kristna kyrkor med St Katarinakatedralen byggd 1882 som den största.
Nära Abu el-abbas el-mursi-moskén kring Shari-Faransa street ligger också soukkvarteren med olika inriktningar som Suq El-Magharba (medicinalväxter) och Suq El-Libia (beduinkläder).
Stadens äldsta bevarade delar är områdena kring El-Anfushi, Ras El Tin och Gumrok.
Alexandria har ett väl utbyggt kommunikationsnät med tåg-, spårvagns- (Ramleh) och busstrafik. Stadens järnvägsstation Misr Station har förbindelser med övriga landet och förutom den internationella flygplatsen finns ytterligare en flygplats Borg El-Arab airport (även Amiryah West, flygplatskod "HBE") cirka 25 km sydväst om centrum med kapacitet för lokalt flyg.

## Sevärdheter

### Museer[13]
- Alexandria Aquarium, byggt 1930

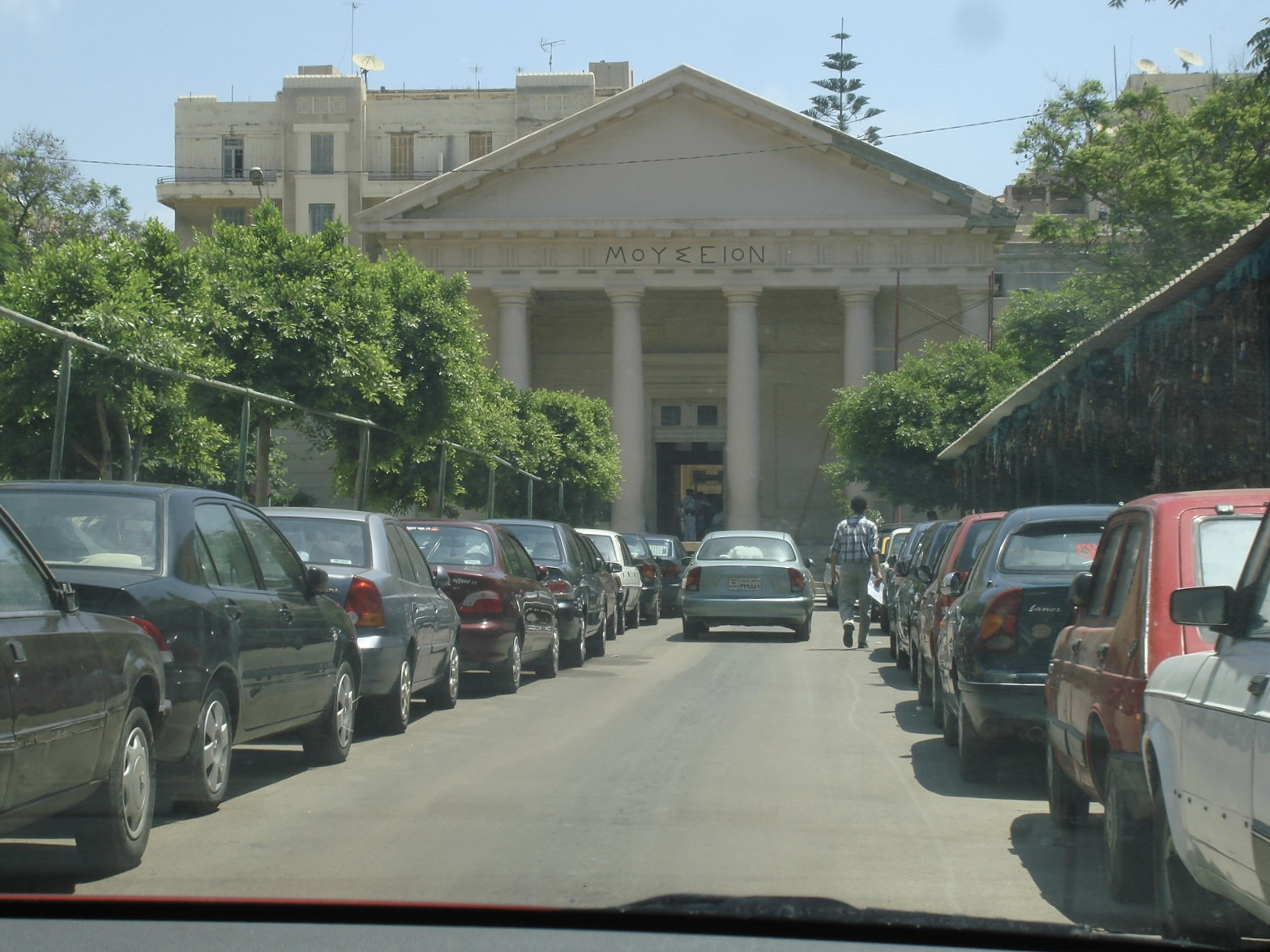
Grekisk-romerska museet

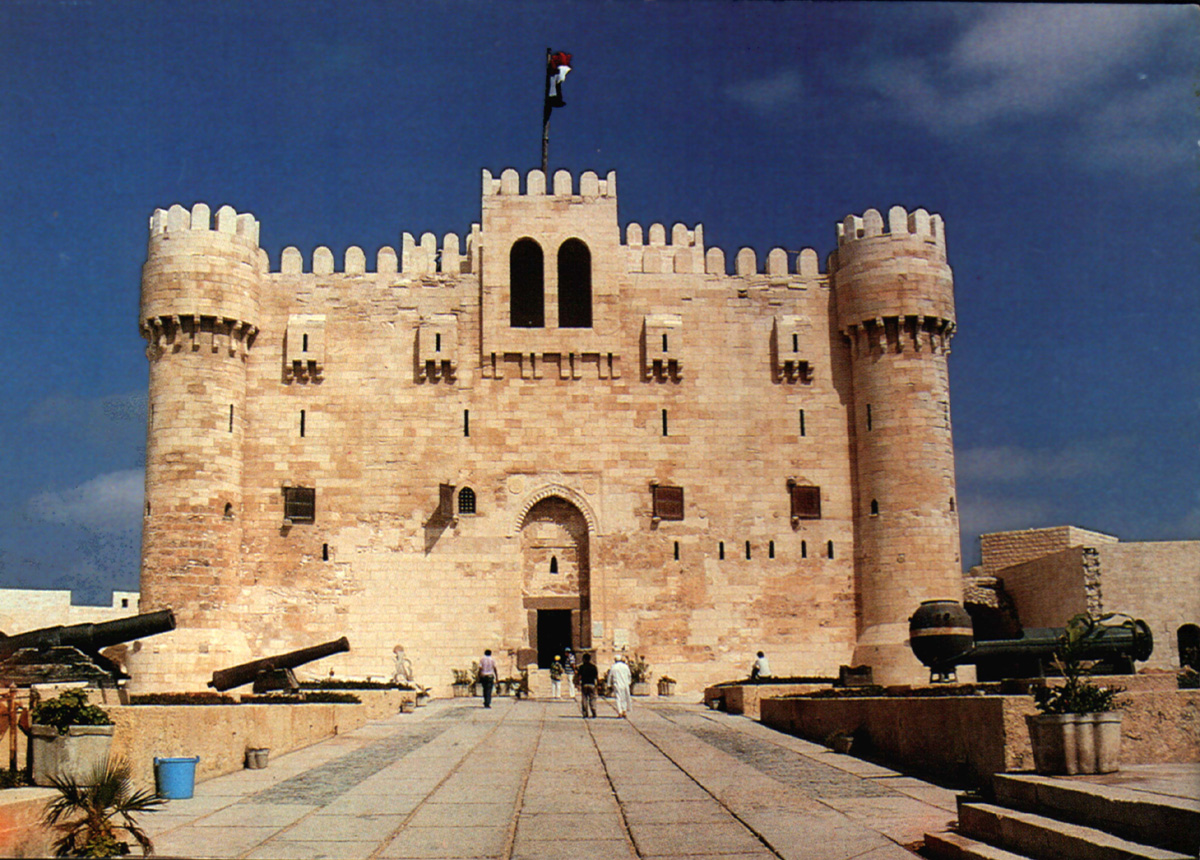
Fort Qait-Bey

- Alexandria National Museum, byggt 2003
- Cavafy museum (efter poeten Konstantinos Kavafis), öppnat 1992
- Graeco-Roman Museum (Grekisk-romerska museet), byggt 1892
- Mahmoud Said Museum, öppnat 1973
- Royal Jewelry Museum (Kungliga Smyckesmuseet), öppnat 1986
- The Museum of Fine Arts (Konstmuseet), byggt 1954

### Byggnader
- Okände soldatens grav, byggd 1915, Ahmed Orabi-torget
- Fort El-Ada, Östra hamnen
- Fort Qait-Bey, Östra hamnen, byggt 1480
- Fort El-Silsila, Östra hamnen

- Al-Montazahpalatset, byggt 1892
- Ras El-Tinpalatset, byggt 1847
- Presidentpalatset
- The Sacred Heart Church, byggd 1924
- St Markuskyrkan i Saint Mark College, byggd 1925
- St Markuskatedralen, byggd 1870
- Bibliotheca Alexandrina i stadsdelen Ibrahimiya, öppnat 2003

### Historiska platser[4][14]

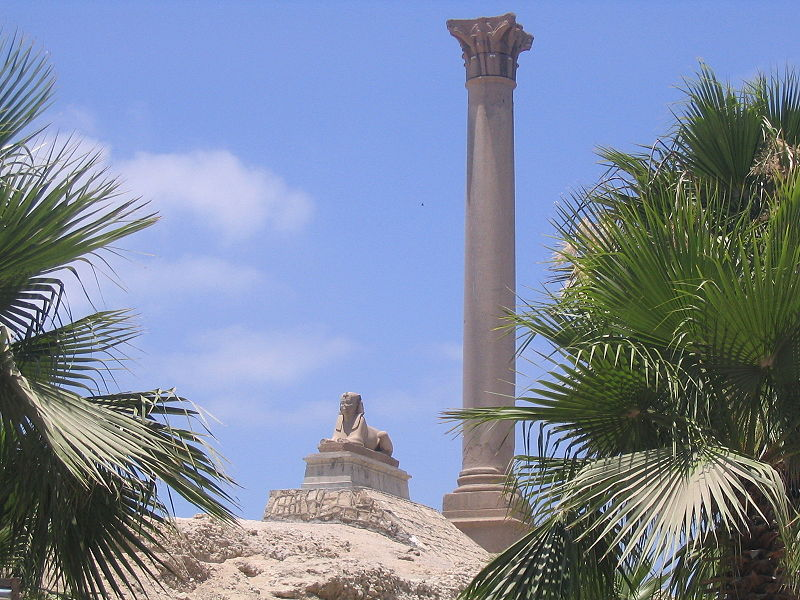
Pompejis pelare och Sfinxen

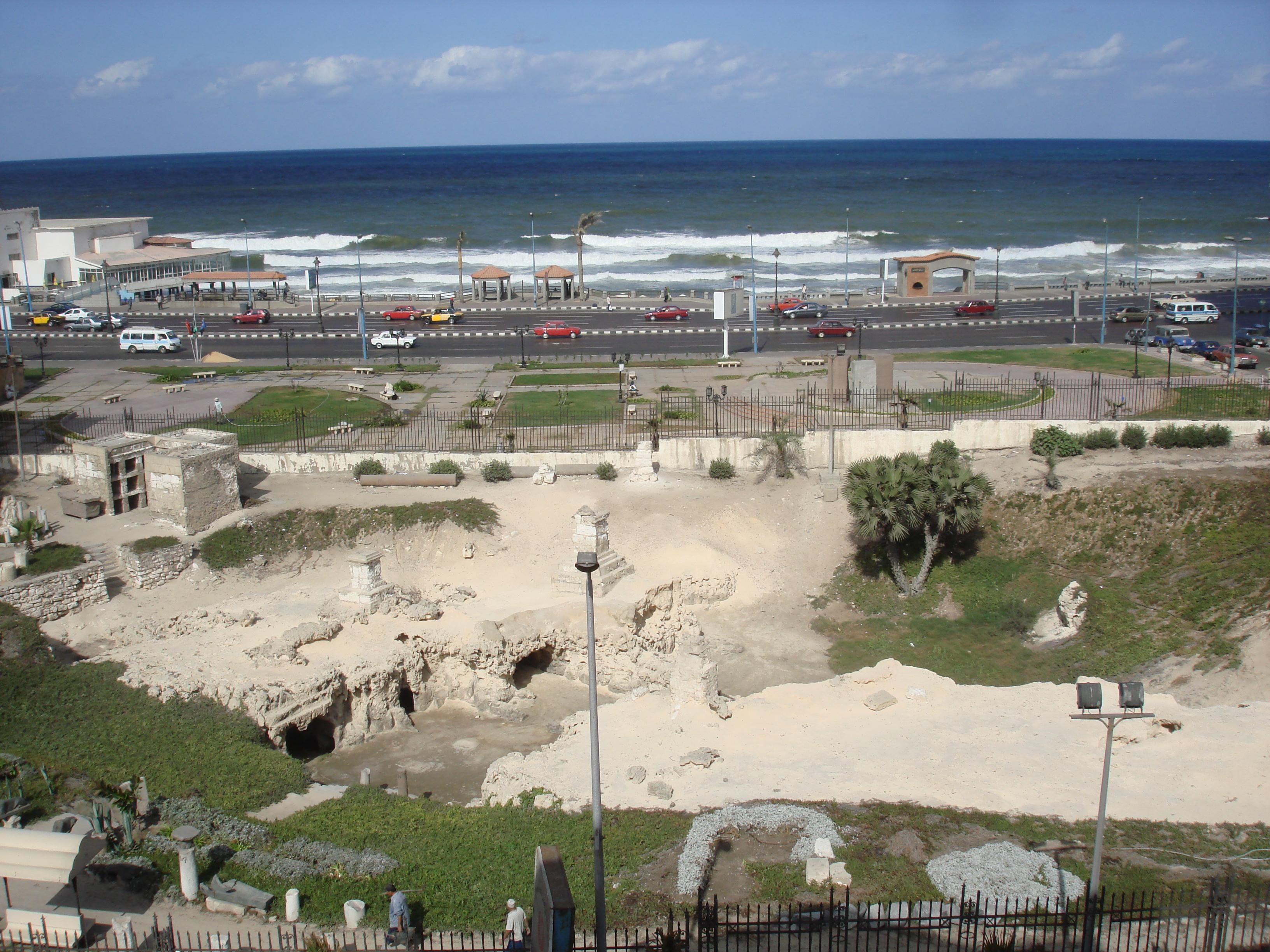
Al-Shatby necropolis

Endast få historiska platser finns bevarade idag, bland dessa kan nämnas:
- Katakomberna Kom El-Shukafa, i Karmus

Byggda i tre våningar under 1:a och 2:a århundradet, den största kända romerska begravningsplatsen i Egypten, återupptäckta den 28 september 1900 enligt lokal legend.
- Pompejus pelare, i Karmus

En omkring 28 m hög röd granitpelare med en diameter på cirka 2,5 m som restes år 297 för att hedra kejsare Diocletianus.
- Al-Shatby necropolis, i Shatby

Gravplats byggd cirka 200 f.Kr. Gravarna är byggda i grekisk stil och anses vara de äldsta i Alexandria.
- Alexandriasfinxen

Byggd i rosa granit under den ptolemaiska dynastin.
- Amfiteatern med de romerska baden, i Kom El-Dik

Byggd kring 2:a århundradet, den enda romerska amfiteatern i Egypten.
- Muṣṭafā Kāmil (Mustafa Kamal) tombs

Sex gravvårdar byggda kring 200-talet f.Kr. upptäckta 1933.
- Al-Anfushi, Tombs, i Ras El Tin

Fem gravvårdar byggda kring 250 f.Kr. med en rad väggmålningar, upptäckta i omgångar 1901 och 1921.

## Historia

### Antiken
Alexandria grundades och namngavs år 332 f.Kr. Ἀλεξάνδρεια (Aleksándreia) av Alexander den store som erövrat området från Persiska riket . Ön Faros förbands med en kaj där Sostratos från Knidos omkring 280 f.Kr. sedan byggde Fyrtornet på Faros . Alexandria byggdes kring fiskebyn Rhakotis och skulle ersätta Naukratis som det hellenistiska centrumet i Egypten. År 323 f.Kr. begravdes Alexander den store i Somamausoleet i staden men byggandet fortsatte under hans efterträdare Cleomenes av Naucratis.

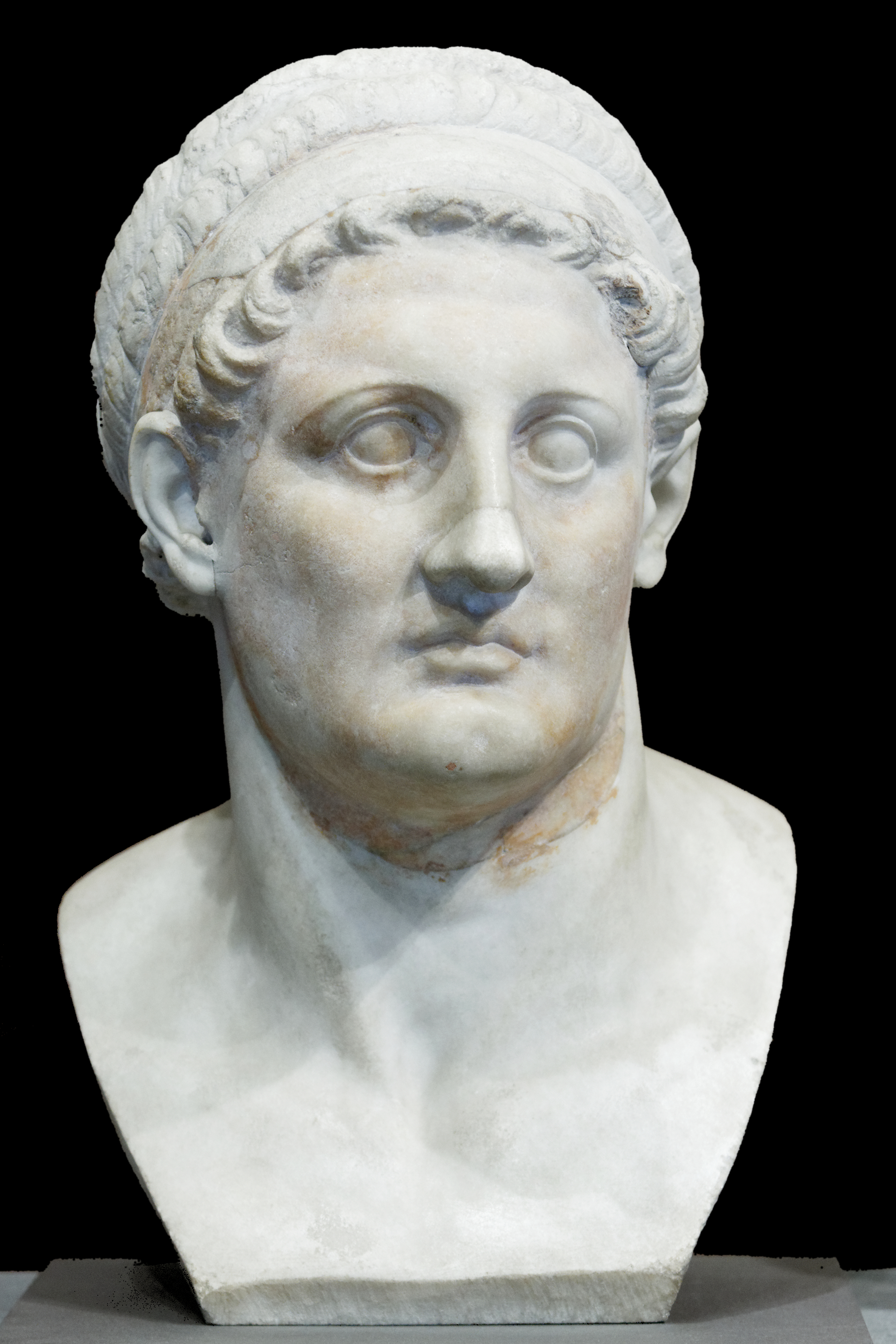
Ptolemaios I Soter

År 305 f.Kr. gjorde den Ptolemaiska dynastin under Ptolemaios I Soter Alexandria till sin huvudstad efter Alexanderrikets sönderfall. Staden växte till att bli större än Karthago. Förutom greker levde även judar i Alexandria och staden hade snart även en stor judisk befolkning. Den första delen av Septuaginta, den äldsta grekiska översättningen av Gamla testamentet, skrevs i Alexandria i början av 200-talet f.Kr. 
Staden var under antika hellenismen vida känd för sitt forskningsinstitut, Museion och det Alexandrinska biblioteket och vetenskapen frodades.
Genom åren verkade bland andra såväl Ptolemaios som Euklides, Heron och Hypatia (som anses vara den första kvinnliga matematikern) i Alexandria.

### Under romerskt välde
Alexandria hamnade formellt under romersk förvaltning redan 80 f.Kr. innan Romerska riket under Augustus slutligen erövrade Egypten och staden år 30 f.Kr.. 
År 38 e.Kr. uppviglades stadens grekiska befolkning mot stadens judar av en viss Flaccus som då var stadens styresman. Kejsar Caligula ingrep och stoppade oroligheterna efter att ha blivit underrättad av Herodes Agrippa I och Flaccus fördes till Rom där han dömdes och avrättades på kejsarens befallning. Året efter avgjordes konflikten mellan judarna och grekerna inför kejsar Caligula till judarnas fördel. Judarnas delegation anfördes av den lärde Filo och den grekiska av Apion.   
Under inbördes strider mellan greker och judar förstördes stora delar av staden och den återuppbyggdes år 115 under Hadrianus.  
Under ett besök kände sig kejsare Caracalla hånad av befolkningen och svarade med massavrättningar år 215 .
Den 16 juni 364 inträffade en solförmörkelse over staden .
Den 21 juli år 365 förstörs stora delar av staden av flodvågen efter ett vulkanutbrott nära Kreta .
År 391 lät Theofilos i Alexandria förstöra Serapeion och andra hedniska tempel i staden efter längre tids blodiga sammandrabbningar mellan hedningar och kristna. En del historiska källor anger denna som tidpunkt då även det Alexandrinska biblioteket förstördes.

### Östromerska riket
Efter Romarrikets sönderfall hamnade staden sedan under det Bysantinska riket den 7 januari år 395 .

### Persiska och senare Arabiska perioden
Under den Persiska expansionen besegrades Alexandria först år 616 av Sasaniderna under den Persiska kejsaren Khusrov II men senare år 642 av den arabiska ledaren Amr ibn al-ʿĀṣ, då staden övervanns till Arabiska riket . Under det arabiska styret förlorade staden sakteligen i betydelse.

### Medeltiden
År 968 utsågs Kairo till huvudstad och Alexandria blev då endast landets andra stad.
Fyrtornet på Faros tros ha förstörts under en jordbävning på 1300-talet.
Under 1400-talet tappade staden ytterligare i betydelse i och med att handelsvägarna till sjöss mot Asien gick runt Godahoppsudden istället och det bysantinska riket besegrades 1453 av det osmanska riket och Egypten blev en osmansk provins den 25 augusti 1517 .

### Modern tid
När Napoleon I erövrade Alexandria den 2 juli 1798 var staden en liten fiskeort med cirka 5 000 invånare. Den 2 september 1801 förlorade Napoleon staden till britterna, även om staden formellt kvarstod under det osmanska riket .
1820 öppnades Mahmoudiyahkanalen, byggd under vicekonungen Muhammed Ali som förbinder staden direkt med Nilen och Alexandria växte åter i betydelse  som fortsatte att öka i och med Suezkanalens öppnades 1869 .
1840 utsågs Khorsheid Basha till Alexandrias förste guvernör  under Muhammed Alis förvaltning.
Den 11 juli 1882  attackerades staden efter lokala uppror av brittiska sjöstyrkor och den 14 september 1882 ockuperade Storbritannien Egypten och landet utsågs till protektorat 1914.
Åren 1882–1947 var staden under brittiskt styre och utgjorde en viktig bas under afrikanska fälttågen under andra världskriget.
1938 grundades Alexandrias eget universitet.
Den 26 juli 1952 inleddes den egyptiska revolten mot monarken Farouk I av Egypten under Gamal Abdel Nasser och Muhammad Naguib i Alexandria då kungens palats Ras el-Tin Palace omringades varpå denne abdikerade.
I september 1960 infördes nuvarande administrativ indelning med 21 guvernement i landet  och Alexandria blev huvudort i Muḩāfaz̧at al Iskandarīyah.

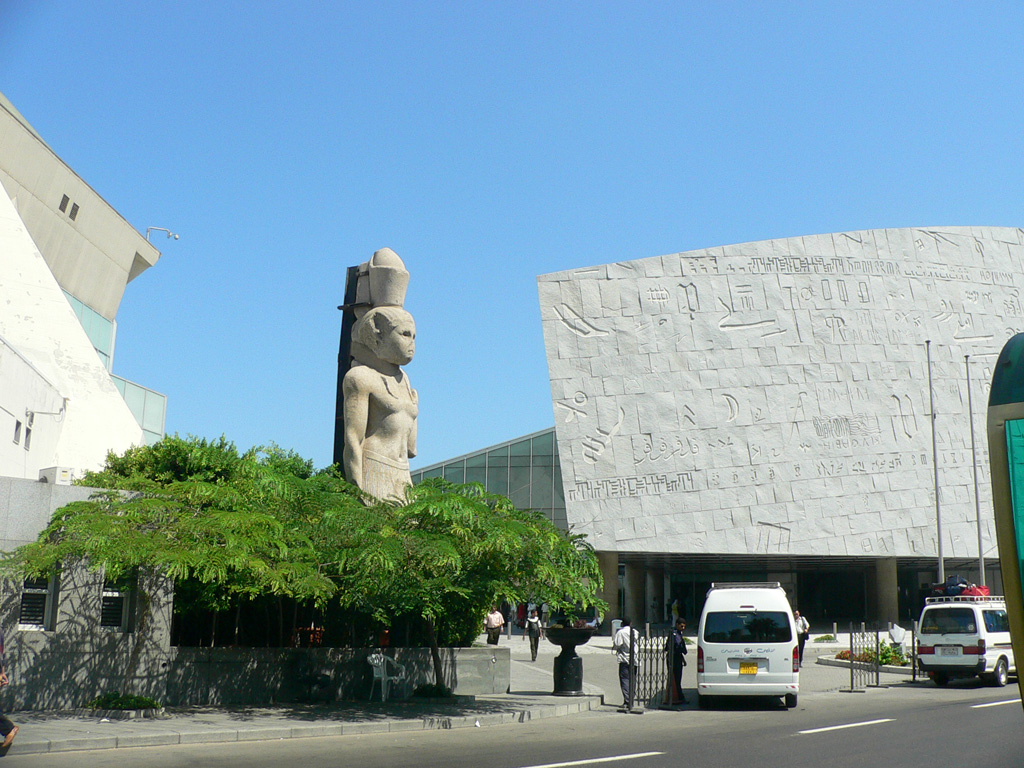
Bibliotheca Alexandrina

Den 16 oktober 2002 invigdes det nya Bibliotheca Alexandrina och biblioteket öppnades den 23 april 2003.